# Hipposaurus
Hipposaurus is een geslacht van uitgestorven therapsiden, behorend tot de Biarmosuchia. Het dier leefde in het Midden-Perm in zuidelijk Afrika.

## Fossiele vondsten
Fossielen van Hipposaurus zijn gevonden in de Tapinocephalus-faunazone in de Karoo in Zuid-Afrika. De vondsten dateren uit het Capitanien. Van Hipposaurus zijn naast de schedel ook delen van het skelet gevonden. 

## Kenmerken
Hipposaurus was een carnivoor en het had een slank lichaam met lange poten. 